# Марандёй
Марандёй (фр. Marandeuil) — коммуна во Франции, находится в регионе Бургундия. Департамент коммуны — Кот-д’Ор. Входит в состав кантона Понтайе-сюр-Сон. Округ коммуны — Дижон.
Код INSEE коммуны — 21376.

## Население
Население коммуны на 2010 год составляло 117 человек.
| 1962 | 1968 | 1975 | 1982 | 1990 | 1999 | 2010 |
| ---- | ---- | ---- | ---- | ---- | ---- | ---- |
| 68   | 41   | 41   | 38   | 58   | 51   | 117  |

## Экономика
В 2010 году среди 67 человек трудоспособного возраста (15—64 лет) 57 были экономически активными, 10 — неактивными (показатель активности — 85,1 %, в 1999 году было 85,7 %). Из 57 активных жителей работали 55 человек (29 мужчин и 26 женщин), безработных было 2 (1 мужчина и 1 женщина). Среди 10 неактивных 5 человек были учениками или студентами, 4 — пенсионерами, 1 был неактивным по другим причинам.